# Académie québécoise de 'Pataphysique

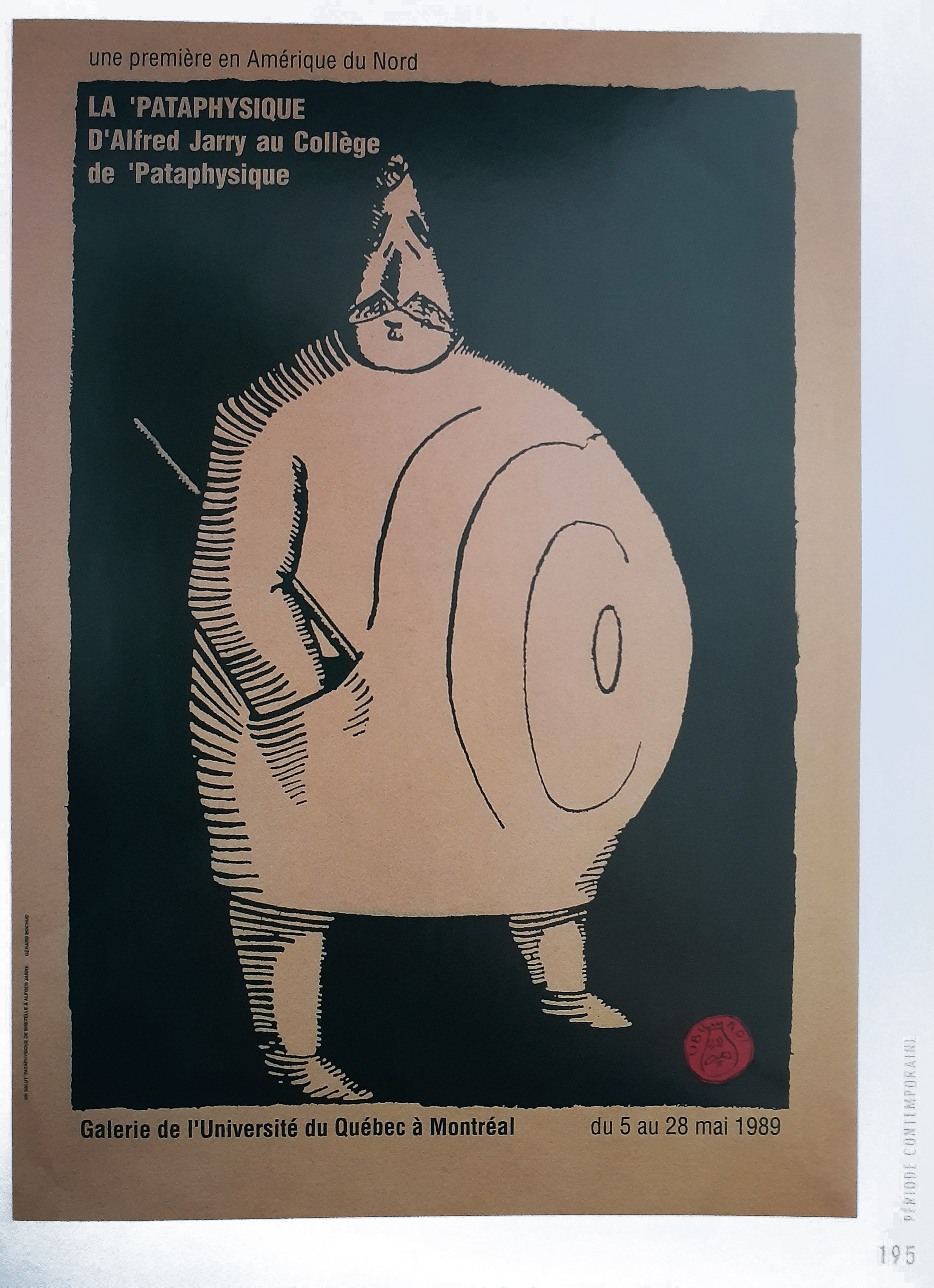
L'affiche de l'exposition sur la Pataphysique présentée à la Galerie de l'UQAM en 1989, créée par l'affichiste Gérard Brochud.

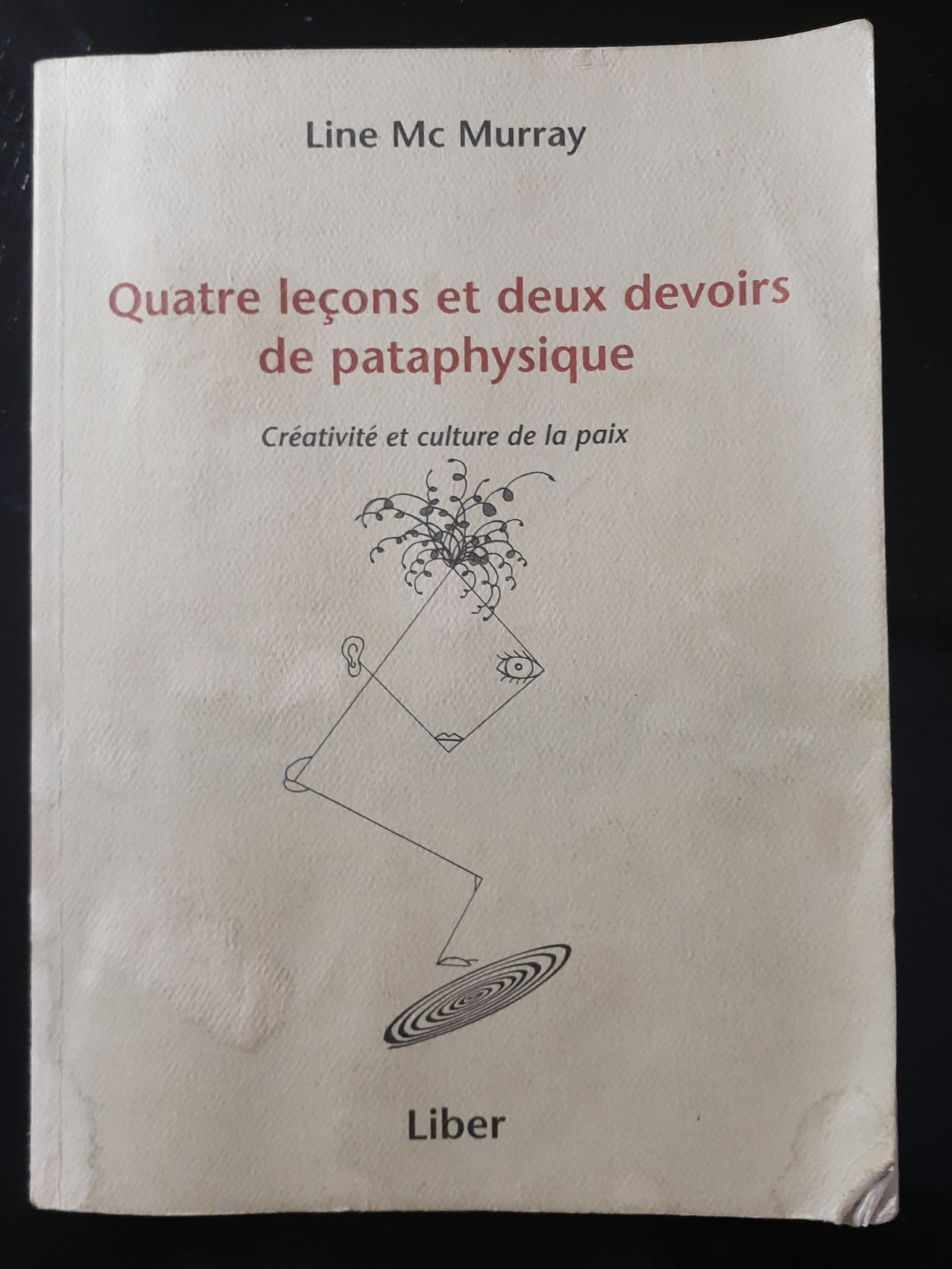
Couverture de l'essai de Line Mc Murray, fondatrice de l'Académie québécoise de 'Pataphysique, dans lequel se trouve une transcription de ses entretiens avec Eugène Ionesco.

L'Académie québécoise de 'Pataphysique est une Société savante francophone fondée par l'écrivaine québécoise Line Mc Murray en 1989, et regroupant des écrivains, poètes, artistes et penseurs québécois.

## Historique
L'Académie québécoise de 'Pataphysique a été fondée par l'écrivaine québécoise Line Mc Murray en 1989, peu de temps après sa rencontre avec l'écrivain Eugène Ionesco.  Cette rencontre avec Ionesco est relatée par Mc Murray dans son essai : Quatre leçons et deux devoirs de pataphysique : créativité et culture de la paix.  
La création de l'Académie québécoise de 'Pataphysique a débuté avec une exposition majeure sur la 'Pataphysique, organisée par Line Mc Murray et présentée à la Galerie de l'UQAM du 5 au 28 mai 1989.  L'affiche de l'exposition, réalisée par l'affichiste européen Gérard Brochud, est reproduite dans le livre L'Affiche au Québec, Des origines à nos jours . Se jummelait à cette exposition un festival de cinéma pataphysique présenté à la Cinémathèque québécoise.  
En 2018, l'Académie a lancé son livre Pléiade de lieux : 0,025 millénaire de solutions imaginaires à la Maison des Écrivains (UNEQ).  Lors de ce lancement, la fondatrice de l'Académie, Sa Luminescence, l'écrivaine Line Mc Murray, a transmis la direction de cette société à l'artiste Céline B. La Terreur.

## Membres
L'Académie québécoise de 'Pataphysique regroupe écrivains, poètes, artistes et penseurs québécois dont le poète Raoûl Duguay, l'artiste Yvon Cozic, le réalisateur Yves Langlois, le sculpteur Florent Veilleux. 
Ont également été membres actifs au sein de l'Académie québécoise de 'Pataphysique le  poète et spécialiste de poésie médiévale Paul Zumthor (1915-1995) et la professeure Jeanne Demers (1924-2005). Un livre d'art dédié à la mémoire de Zumthor a été publié, en 1996, dans un tirage limité de 47 exemplaires, par l'Académie québécoise de 'Pataphysique.  Chaque exemplaire comporte une œuvre originale et unique de l'artiste Yvon Cozic.  Jeanne Demers y a publié un poème en hommage à Zumthor. 
Les correspondants et membres honoraires de l'Académie québécoise de 'Pataphysique sont nommés Sublimes Métèques.  Parmi ceux-ci, notons la présence de Marc Décimo, écrivain et historien de l'art, et régent du Collège de 'Pataphysique et membre de l'Ouphopo. 